# Littérature bolivienne

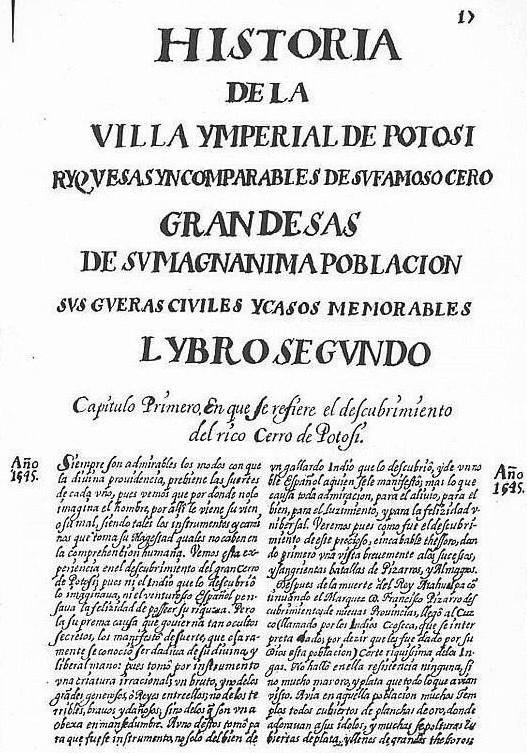
Historia de la Villa Imperial de Potosí, deuxième livre

La littérature bolivienne est marquée par la  tradition orale, les mythes, légendes, et contes, des villages de ce pays.  La constante agitation politique qui a habité la Bolivie tout au long de son histoire (révolutions, putschs, dictatures, guerres civiles, guerres avec des pays voisins) n'a pas favorisé le développement de l'activité littéraire. Beaucoup de talents ont dû émigrer ou n'ont pu émerger de ces convulsions internes. Pourtant, une littérature existe et se développe ces dernières décennies.
La population bolivienne, estimée à 1 million vers 1820, est de 11,3 millions en 2024.

## Histoire

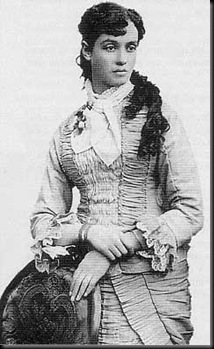
Adela Zamudio.

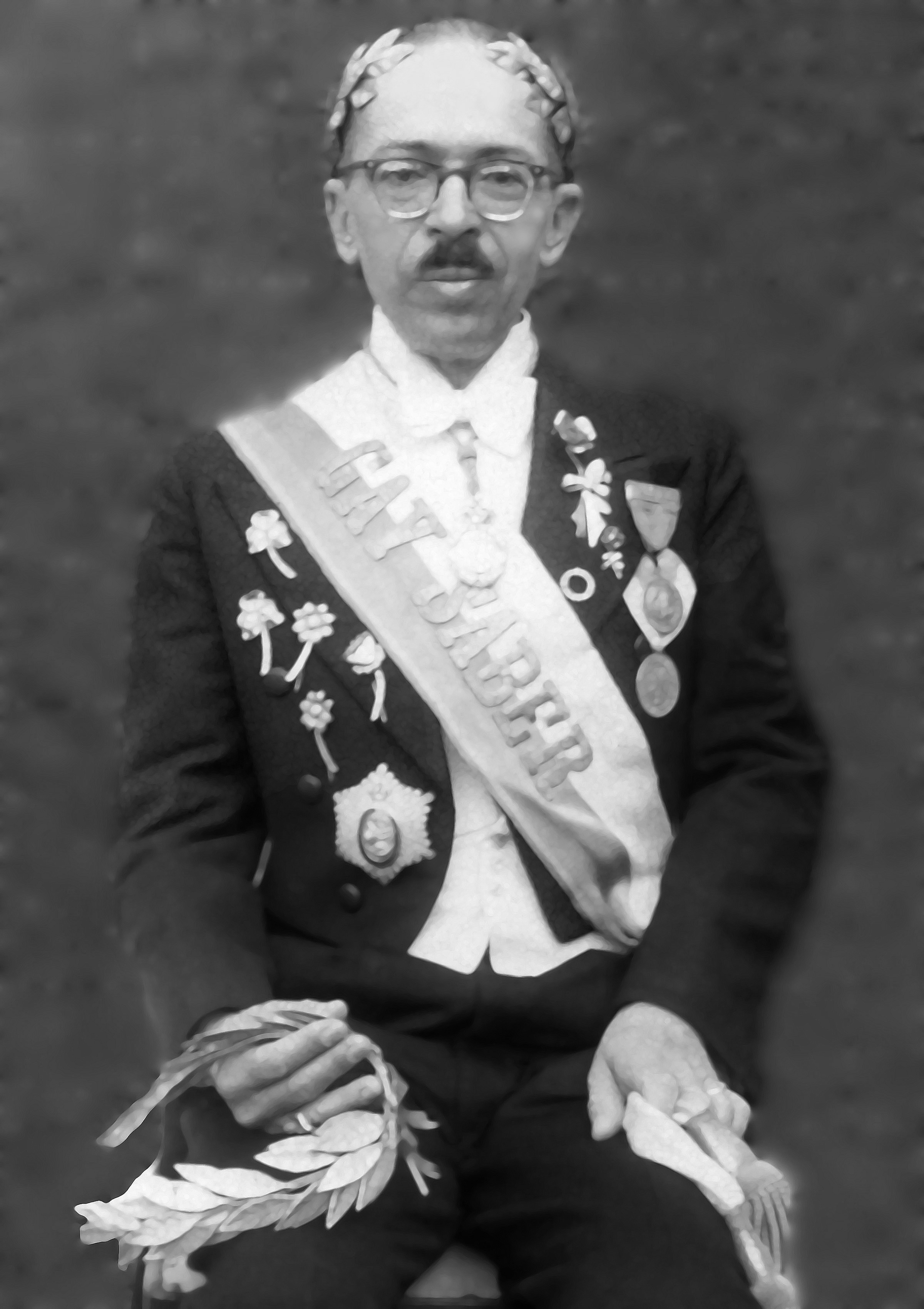
Javier del Granado, poète nationaliste révolutionnaire.

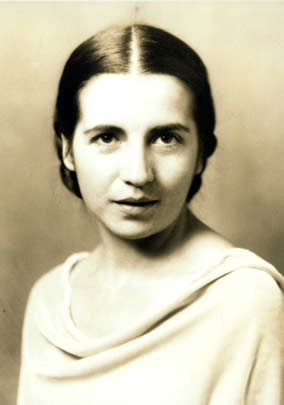
Yolanda Bedregal.

### Époque pré-coloniale
Les incas ont développé les quipus, un système mnemotechnique de cordes et  de nœuds de laine ou coton utilisés pour les  registres comptables  et les événements plus importants, mais aussi les peintures rupestres  de l'époque précolombienne. En revanche, ils ont manqué de langage écrit, et ce qui nous est parvenu provient en partie de retranscriptions écrites des chroniqueurs espagnols.
De la littérature quechua subsistent de belles chansons et légendes orales, poésies, hymnes religieux et récits héroïques.

### Époque coloniale
Les écrivains les plus importants de la période coloniale sont sans doute des auteurs comme Antonio de la Calancha (es) et Vicente Pazos Kanki (es), mais aussi Bartolomé Arzáns de Orsúa y Vela (es), l'auteur probable de la première œuvre de la littérature bolivienne : Historia de la Villa Imperial de Potosí,.

### 19esiècle
Au début de la république bolivienne émerge Juan Wallparrimachi, écrivant en quechua. À la fin du XIXe siècle et début du XXe siècle, apparaissent des auteurs comme Nataniel Aguirre, Ricardo Jaimes Freyre, Alcides Arguedas, Modesta Sanginés Uriarte, Franz Tamayo, Gregorio Reynolds, Jaime Mendoza et Armando Chirveches.

### 20esiècle
Pour la première moitié du XXe siècle, il faut leur adjoindre Adela Zamudio, Lindaura Anzoategui Campero, Demetrio Canelas, Abel Alarcón, Tristán Marof, Enrique Finot, Félix du Granado, entre autres.
Pendant la deuxième moitié de ce siècle, surgissent des œuvres littéraires nationalistes, avec des écrivains comme Augusto Pelouses, Javier del Granado, Carlos Medinaceli, Antonio Díaz Villamil, Óscar Alfaro, Raúl Botelho Gosálvez, Joaquín Aguirre Lavayén.
Par ailleurs,  des auteurs ont l'ambition de créer une littérature plus universelle en Bolivie, comme Jaime Sáenz, Óscar Cerruto, Juillet de la Vega, Jesús Urzagasti, Jesús Lara, Renato Prada Oropeza, Eduardo Mitre, Pedro Shimose, Néstor Taboada Terán, Gastón Suárez.
Dans le panorama littéraire contemporain, la création du Prix national du roman, en 1998, stimule la création littéraire. Gonzalo Devise, Edmundo Paix Soldán, Wolfango Montes, Cé Mendizábal, Ramón Rocha Monroy, Homère Carvalho, Juan de Recacoechea, Víctor Montoya, Adolfo Cárdenas, Giovanna Rivero, Wilmer Urrelo, Rodrigo Hasbún, Víctor Hugo Viscarra, Claudio Ferrufino-Coqueugniot, Sebastián Antezana sont les principaux référents.

## Écrivains
| - Adela Zamudio - Adolfo Côte Du Rels - Alcides Arguedas - Alcira Cardona Torrico - Alfonso del Granado - Antonio Díaz Villamil - Armando Chirveches - Augusto Pelouses - Blanche Wiethüchter - Carlos Medinaceli - Edmundo Paix Soldán - Enrique Finot - Fausto Reinaga - Federico Ávila Ávila - Franz Tamayo - Gabriel René Brun - Gary Daher Canedo - Gastón Suárez - Gregorio Reynolds - Gustavo Adolfo Navarro - Gustavo Adolfo Otero - Isabel Table de Inchauste - Jaime Sáenz | - Javier du Granado - Jesús Lara - Juan Claudio Lechín - Luciano Durán Boger - Manuel Rigoberto Murs - Manuel Vargas - Marcelo Quiroga Sainte Cruz - María Josefa Mujía - Modesta Sanginés Uriarte - Natalia Palais - Nataniel Aguirre - Óscar Alfaro - Óscar Cerruto - Pedro Shimose - Porfirio Díaz Machicao - Raúl Otero Reiche - Renato Prada Oropeza - Ricardo Jaimes Freyre - Sergio Suárez Figueroa - Víctor Hugo Arévalo Jordán - Víctor Montoya - Jesús Urzagasti - Yolanda Bedregal |

## Œuvres

### Romans représentatifs
En août  2009 une Rencontre sur le roman bolivien a été organisé au sein du Centre Pedagogique Simón I. Patiño.  31 personnalités du milieu de la littérature —écrivains, académiciens et directeurs de revues— pour élaborer la liste des dix romans les  plus représentatives du pays, et cinq textes additionnels.
| Dix Romans plus Représentatifs de la Littérature Boliviana                                                                                                   |                                                        |                      |                                    |                               |
| N° | Roman                                                  | Année de publication | Auteur                             | Lieu de naissance de l'auteur |
| 1 | Juan de la Rose                                        | 1885                 | Nataniel Aguirre                   | Cochabamba                    |
| 2 | Felipe Delgado                                         | 1979                 | Jaime Sáenz                        | La Paz                        |
| 3 | Jonás et la baleine rosada                             | 1987                 | Wolfango Montes Vannuci            | Sainte Croix de la Sierra     |
| 4 | Les deshabitados                                       | 1959                 | Marcelo Quiroga Sainte Cruz        | Cochabamba                    |
| 5 | Tirinea                                                | 1969                 | Jesús Urzagasti                    | Province de Gran Chaco        |
| 6 | La chaskañawi                                          | 1947                 | Carlos Medinaceli                  | Sucre                         |
| 7 | L'autre coq                                            | 1990                 | Jorge Suárez                       | Les Yungas                    |
| 8 | Alluvion de feu                                        | 1935                 | Óscar Cerruto                      | La Paz                        |
| 9 | Matías, l'apôtre suppléant                             | 1971                 | Juillet de la Vega                 | Santa Cruz de la Sierra       |
| 10 | Race de bronze                                         | 1919                 | Alcides Arguedas                   | La Paz                        |
| Cinq romans suggérés |                                                        |                      |                                    |                               |
| 1 | Intimes                                                | 1914                 | Adela Zamudio                      | Cochabamba                    |
| 2 | Sélection de l'Histoire de la Villa Imperial de Potosí | 1965                 | Bartolomé Arzáns de Orsúa et Voile | Potosí                        |
| 3 | Le fou                                                 | 1966                 | Arturo Brode                       | La Paz                        |
| 4 | La vierge des sept rues                                | 1975                 | Alfredo Fleurs                     | Sainte Croix de la Sierra     |
| 5 | Le run run de la calavera                              | 1983                 | Ramón Rocha Monroy                 | Cochabamba                    |
| Source: Ministère de Cultures (2009). Sélectionnées dans la Rencontre sur le roman bolivien effectuée du 22 au 23 août au Centre Pedagogique Simón I. Patiño |                                                        |                      |                                    |                               |

Les romans ont été publiés en décembre de 2012 avec le soutien de Plural Editores, Santillana Éditions, du groupe éditorial “La Hoguera”, des éditions Juventud et de l'ambassade de l'Espagne en Bolivie.
En 1983, Carlos Mesa réalise une enquête parmi les critiques et les écrivains afin de déterminer les meilleurs romans boliviens. 47 personnalités y participent, qui mentionnent 69 auteurs et 91 textes, dont les 15 premiers suivants.
| 15 Meilleurs Romans de la Littérature Boliviana. Enquête de 1983                                                                                          |                             |                   |                             |                               |       |
| N° | Roman                       | An de publication | Auteur                      | Lieu de naissance de l'auteur | Votes |
| 1 | Juan de la Rose             | 1885              | Nataniel Aguirre            | Cochabamba                    | 43    |
| 2 | Race de bronze              | 1919              | Alcides Arguedas            | La Paz                        | 36    |
| 3 | La chaskañawi               | 1947              | Carlos Medinaceli           | Sucre                         | 35    |
| 4 | Les deshabitados            | 1959              | Marcelo Quiroga Sainte Cruz | Cochabamba                    | 32    |
| 5 | Alluvion de feu             | 1935              | Óscar Cerruto               | La Paz                        | 29    |
| 6 | Métal du diable             | 1946              | Augusto Pelouses            | La Paz                        | 24    |
| 7-8 | Matías, l'apôtre suppléant  | 1971              | Juillet de la Vega          | Sainte Croix de la Sierra     | 17    |
| 7-8 | Manchay Puytu               | 1977              | Néstor Taboada              | La Paz                        | 17    |
| 9-10 | Felipe Delgado              | 1979              | Jaime Sáenz                 | La Paz                        | 16    |
| 9-10 | Terroirs hechizadas         | 1932              | Adolfo Côte Du Rels         | Sucre                         | 16    |
| 11-12 | La candidature de Rouges    | 1909              | Armando Chirveches          | La Paz                        | 15    |
| 11-12 | Tirinea                     | 1969              | Jesús Urzagasti             | Grand Chaco                   | 15    |
| 13 | Les fondateurs de l'aube    | 1969              | Renato Prada Oropeza        | La Paz                        | 13    |
| 14-15 | Dans les terroirs de Potosí | 1911              | Jaime Mendoza Gonzales      | Sucre                         | 11    |
| 14-15 | Yanakuna                    | 1952              | Jesús Lara                  | Molaire, Cochabamba           | 11    |
| Source: Las diez mejores novelas de la literatura boliviana (Les dix meilleurs romans de la littérature bolivienne), enquête de Carlos Mesa, La Paz, 2005 |                             |                   |                             |                               |       |

## Auteurs
- Écrivains boliviens
- Liste bolivianischer Schriftsteller (de)

## Institutions
- Yaraví ou genre Harawi, chant d'amour quechua
- Prix national de littérature de Bolivie (es)
- Prix national bolivien du roman (es)
- Prix national bolivien de poésie Yolanda Bedregal (es)
- Biblioteca del Bicentenario de Bolivia (es) (BBB)
- Ouvrages de la BBB (es)
- Dictionnaire culturel bolivien (es) (DCB)